# Boukhalfa Bitam
Boukhalfa Bitam, né le 21 juin 1920 à Taourirt Mimoun (Beni Yenni) et mort le 9 juillet 2013 à Tizi-Ouzou, est un pédagogue et écrivain algérien.

## Biographie
D'abord instituteur, il devient enseignant, puis directeur de l'École normale de Tizi-Ouzou, et se consacre à l'écriture, notamment de romans, mais aussi de poésie,,,.

## Publications

### Romans
- Thadart Oufella, éditions Sned, 1980
- Rue de la liberté, éditions Enal, 1984
- Meriem, éditions ANEP
- Fadhma n’Summer, Atlas
- Youyou dans les lauriers-roses, éditions ANEP, 2004[6]

### Autres
- Les justes, éditions Enal, 1986
- Tizi-Ouzou, éditions Aurassi, 2000